# Théodore Cériez

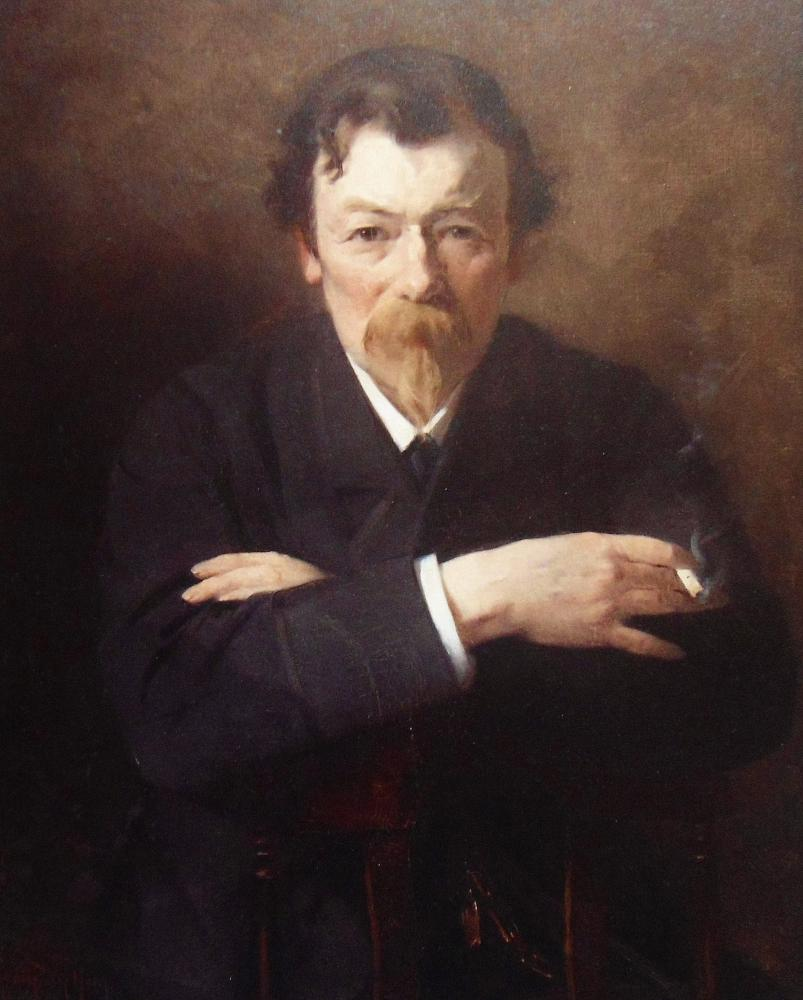
Théodore Ceriez gemalt von Louise de Hem – 1890

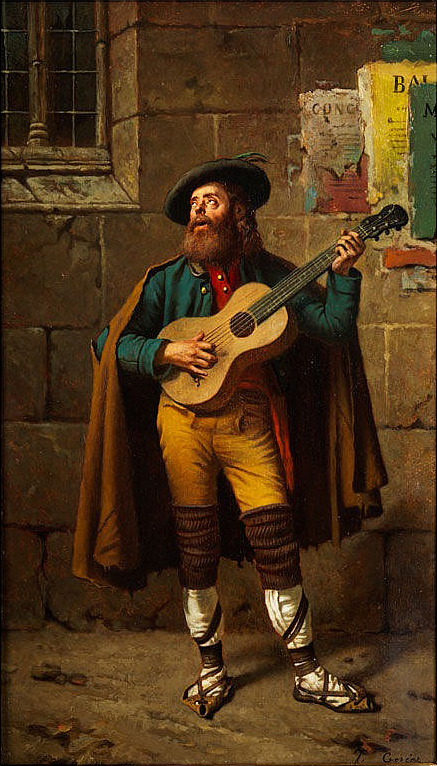
Der Straßensänger

Théodore Cériez (* 11. Oktober 1832 in Poperinge; † 2. September 1904 in Ypern) war ein belgischer Genremaler.
Théodore Cériez begann seine künstlerische Ausbildung an der Akademie von Ypern und setzte sie an der Koninklijke Academie voor Schone Kunsten van Antwerpen fort.
Danach studierte er in Paris bei Jean Baptiste Fauvelet, einen Genremaler. In einem unbekannten Jahr wurde zum Direktor der Yperner Kunstakademie ernannt. Zurück in Ypern beschäftigte er sich weiter mit der Genremalerei, meist im historischen Milieu der Zeit Ludwigs XV. Bis seinem Tod teilte er das Atelier mit Louise de Hem, seinen Schwägerin und Schüler.